# Nyeds tingslag
Nyeds tingslag var ett tingslag i Värmlands län i Älvdals och Nyeds domsaga. Tingsplats var Molkom.
Tingslaget inrättades 1680 i Västersysslets domsaga. Det motsvarade Nyeds härad och tillhörde Älvdals och Nyeds domsaga från 1865.
Tingslaget uppgick 1952 i Älvdals och Nyeds tingslag.

## Omfattning

### Socknarna i häraderna
- Nyeds härad